# Helen Barnes
Pour les articles homonymes, voir Barnes.
Helen Gertrude Barnes (5 juillet 1895 - 1er juin 1925) est une actrice américaine de comédie musicale et Ziegfeld Girl.

## Jeunesse
Helen Gertrude Barnes est née le 5 juillet 1895 à Shelton, Connecticut, première des deux filles de William et Anna Barnes. Son père est originaire de Pennsylvanie. Il est journalier et plus tard vendeur de machine à écrire. La mère de Barnes est née en Angleterre de parents écossais et est venue en Amérique, vraisemblablement avec ses parents, vers l'âge de deux ans. William et Anna se sont mariés en 1894 et, en juillet 1896, ont une deuxième fille, Ruth. Peu de temps après l'arrivée de Ruth, la famille Barnes déménage à Washington DC,.

## Carrière
Elle commence sa carrière à l'âge de dix-neuf ans dans le chœur de la comédie musicale de Broadway Watch Your Step au New Amsterdam Theatre pendant la saison 1914/1915. En mai 1915, Barnes est engagée par Florenz Ziegfeld, Jr. en tant qu'interprète dans ses spectacles annuels Ziegfeld Follies au même endroit. Plus tard en 1915, Barnes joue Lotta Nichols dans la comédie musicale Stop! Look! Listen! (en) qui se prolonge pendant quatre mois au Globe Theatre,. Elle apparait dans les Ziegfeld Follies de 1915, 1916,, 1917 et 1918 et également dans Oh Boy et Very Good Eddie.
Un critique du The New York Times écrit dans une critique de la pièce The Squab Farm de Frederic Hatton (en) et Fanny Hatton (en), le 14 mai 1918, qu'« Helen Barnes semblait être le pigeonneau préféré du public ». La pièce, une satire qui compare un film à une basse-cour, est donnée au Bijou Theatre avec Helen Barnes jouant le rôle d'Hortense Hogan. The Squab Farm s'arrête après quatre semaines et compte parmi les membres de la distribution Tallulah Bankhead, seize ans.

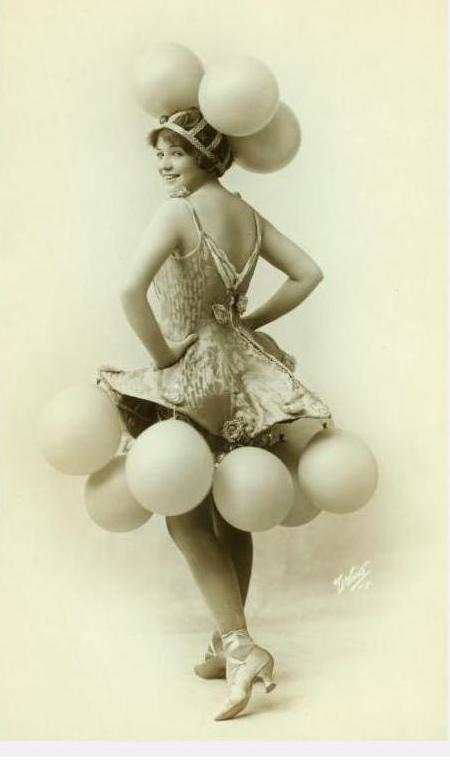
Helen Barnes en tant que danseuse de Ziegfeld,
New York Public Library Digital Gallery

Barnes joue ensuite le rôle de Georgie Van Alstyne dans Oh, My Dear! (en) (1918-1919), Rhy Mac Donald dans The Five Million (1919), Myrtilla Marne dans An Innocent Idea (1920), et Tillie dans Ladies' Night (en) (1920-1921).

## Tournées
Helen Barnes part en tournée au début des années 1920. Elle passe plusieurs mois entre 1920 et 1921 en tournée en Angleterre et en France et en 1922 se lance dans une tournée mondiale de près d'un an au cours de laquelle elle  visite la Scandinavie, la Belgique, Monaco, l'Australie, la Nouvelle-Zélande, l'Inde, la Birmanie, la Thaïlande, Ceylan, la Chine, Hong Kong, Japon et Hawaï,.  Elle fait la tournée en Orient avec la compagnie d'Adele Blood, dirigée par T. Daniel Frawley.

## Décès
Helen Barnes est décédée aux petites heures du matin du 1er juin 1925 dans un accident de voiture non loin de Woodmont, Connecticut. Elle et son petit ami, Jack Merrilat ou John Griffin, un étudiant de la Sheffield Scientific School (en) et fils d'un industriel de Fort Wayne dans l'Indiana, roulaient à grande vitesse lorsque leur voiture a heurté un véhicule plus lent, puis en a percuté un autre, faisant plusieurs tonneaux, tuant les deux passagers presque instantanément. Les amis de Griffin ont estimé que l'autre conducteur, qui a ensuite été cité pour conduite sans permis, partageait une partie de la responsabilité de la tragédie en raison de sa conduite erratique. Barnes et Griffin étaient sortis ce matin-là pour dîner dans un stand de hot-dogs ouvert toute la nuit à proximité d'East Haven. Bien qu'il n'y ait eu aucune annonce officielle, Griffin avait déjà dit à des amis qu'ils prévoyaient de se marier.